# 恩里克·帕迪利亚
恩里克·帕迪利亚（西班牙語：Enrique Padilla，1890年6月12日—？），阿根廷马球运动员。他曾代表阿根廷参加1924年夏季奥林匹克运动会马球比赛，获得一枚金牌。他也曾担任阿根廷马球协会副主席。